# Cikancra
Cikancra is een bestuurslaag in het regentschap Tasikmalaya van de provincie West-Java, Indonesië. Cikancra telt 3112 inwoners (volkstelling 2010).